# Jamriska Sámuel
Jamriska Sámuel (Rákoskeresztúr?, 1779 – Rákoskeresztúr, 1869. október 29.) községi jegyző, iskolamester, Jamriska Lajos községi jegyző nagyatyja.

## Életrajz
A rákoskeresztúri község jegyzője volt 30 évig; később a báró Wenckheim-féle ottani birtok haszonbérlője volt, majd a saját birtokán gazdálkodott. Beszélt magyarul, németül, tótul és latinul. Négy nyelven leírta a Rákoskeresztúr mezőgazdaságának teendőit. Meghalt 1869. október 29-én Rákoskeresztúron, 90 éves korában, örök nyugalomra helyezték 1869. október 31-én. Felesége Prindl Katalin volt.

## Emlékezete
Budapest XVII. kerületében az ő nevét viseli 1991 óta a Jamriska Sámuel sétány.

## Munkái
1. Wie das Landes-Gesetz wegen Urbarmachung des Flugsandes, auch in Bezug auf den Rákosch-Hotter realisirt werden könnte. Pest, 1810.
2. Anischten über Schutzmittel gegen fernere Ueberschwemmungen der Donau, mit besonderer Rücksicht auf die königliche Freistadt Pest. Uo. 1840.